# Campeonato Carioca 1999
In 1999 werd het 95ste Campeonato Carioca gespeeld voor voetbalclubs uit de Braziliaanse staat Rio de Janeiro. De competitie werd georganiseerd door de FERJ en werd gespeeld van 31 januari tot 19 juni. Vasco da Gama werd kampioen. 

## Kwalificatie
America weigerde de voorronde te spelen en kreeg telkens een 0-2 nederlaag aangerekend. 

### Groep Interior
| Plaats | Club          | Wed. | W | G | V | Saldo | Ptn. |
| ------ | ------------- | ---- | - | - | - | ----- | ---- |
| 1.     | Itaperuna     | 8    | 5 | 2 | 1 | 11:5  | 17   |
| 2.     | Volta Redonda | 8    | 5 | 1 | 2 | 10:5  | 16   |
| 3.     | Cabofriense   | 8    | 3 | 2 | 3 | 10:10 | 11   |

|  | Geplaatst voor Taça Guanabara |

### Groep Capital
| Plaats | Club    | Wed. | W | G | V | Saldo | Ptn. |
| ------ | ------- | ---- | - | - | - | ----- | ---- |
| 1.     | Olaria  | 8    | 3 | 3 | 2 | 11:6  | 12   |
| 2.     | America | 8    | 0 | 0 | 8 | 0:16  | 0    |

|  | Geplaatst voor Taça Guanabara |

## Eerste toernooi - Taça Guanabara
| Plaats | Club          | Wed. | W | G | V | Saldo | Ptn. |
| ------ | ------------- | ---- | - | - | - | ----- | ---- |
| 1.     | Flamengo      | 9    | 8 | 1 | 0 | 18:5  | 25   |
| 2.     | Vasco da Gama | 9    | 7 | 1 | 1 | 21:7  | 22   |
| 3.     | Fluminense    | 9    | 6 | 1 | 2 | 23:15 | 19   |
| 4.     | Friburguense  | 9    | 4 | 2 | 3 | 15:11 | 14   |
| 5.     | Olaria        | 9    | 4 | 2 | 3 | 14:16 | 14   |
| 6.     | Bangu         | 9    | 3 | 2 | 4 | 15:17 | 11   |
| 7.     | Botafogo      | 9    | 3 | 1 | 5 | 9:9   | 10   |
| 8.     | Americano     | 9    | 3 | 1 | 5 | 14:18 | 10   |
| 9.     | Madureira     | 9    | 1 | 1 | 7 | 4:11  | 4    |
| 10.    | Itaperuna     | 9    | 0 | 0 | 9 | 4:28  | 0    |

|  | Finale |

## Tweede toernooi - Taça Rio
| Plaats | Club          | Wed. | W | G | V | Saldo | Ptn. |
| ------ | ------------- | ---- | - | - | - | ----- | ---- |
| 1.     | Vasco da Gama | 9    | 7 | 2 | 0 | 23:5  | 23   |
| 2.     | Flamengo      | 9    | 6 | 0 | 3 | 19:7  | 18   |
| 3.     | Madureira     | 9    | 4 | 3 | 2 | 16:18 | 15   |
| 4.     | Americano     | 9    | 4 | 2 | 3 | 16:16 | 14   |
| 5.     | Fluminense    | 9    | 3 | 3 | 3 | 11:9  | 12   |
| 6.     | Botafogo      | 9    | 3 | 3 | 3 | 12:12 | 12   |
| 7.     | Friburguense  | 9    | 3 | 3 | 3 | 9:9   | 12   |
| 8.     | Bangu         | 9    | 0 | 6 | 3 | 6:12  | 6    |
| 9.     | Olaria        | 9    | 1 | 4 | 4 | 9:13  | 7    |
| 10.    | Itaperuna     | 9    | 0 | 2 | 7 | 3:23  | 2    |

|  | Finale |

## Finale
|              |              |       |               |                                                      |
| 13 juni Heen | Flamengo     | 1 – 1 | Vasco da Gama | Maracanã, Rio de Janeiro Scheidsrechter: Léo Feldman |
| 13 juni Heen | Fábio Baiano |       | Edmundo       | Maracanã, Rio de Janeiro Scheidsrechter: Léo Feldman |

|               |               |                |          |                                                                                         |
| 19 juni Terug | Vasco da Gama | 0 – 1          | Flamengo | Maracanã, Rio de Janeiro Toeschouwers: 67.590 Scheidsrechter: Cláudio Vinícius Cerdeira |
| 19 juni Terug |               | Rodrigo Mendes |          | Maracanã, Rio de Janeiro Toeschouwers: 67.590 Scheidsrechter: Cláudio Vinícius Cerdeira |

### Kampioen
| Campeonato Carioca de 1999    |
| Rio de Janeiro                |
| ----------------------------- |
| FLAMENGO Kampioen (25° titel) |